# Goffredo Alessandrini
Goffredo Alessandrini (El Cairo, 9 de septiembre de 1904 - Roma, 16 de mayo de 1978) fue un atleta y director de cine italiano.

## Biografía
Nacido en El Cairo, Egipto, en su juventud practicó atletismo, y ganó el campeonato de Italia de 110 metros vallas en 1925. Inició su carrera como director cinematográfico trabajando con Alessandro Blasetti desde 1928, siendo ayudante de dirección, entre otros filmes, en Terra madre (1930), llegando a ser en poco tiempo muy apreciado por su trabajo y por sus éxitos en taquilla.
Fue uno de los primeros directores del género conocido en Italia como “cine de los teléfonos blancos”, dentro del cual rodó dos de sus películas de mayor fama: La segretaria privata (1931) y Seconda B (1934).
Fue uno de los directores más importantes de la Italia fascista, con películas como Cavalleria (1936), Luciano Serra pilota (1938, León de Oro al mejor film italiano en el Festival de Venecia) y Giarabub (1942). En 1942 recibió el premio de la Bienal de Venecia por Noi vivi - Addio Kira!.
En 1935 se casó con Anna Magnani, con la que tuvo una relación tormentosa, y a la que dirigió en la mencionada Cavalleria (1936) y, una quincena de años más tarde, en Camicie rosse, film iniciado por Alessandrini, pero finalizado por un ayudante de dirección joven y con talento: Francesco Rosi.
A pesar de no haberse nunca casado con ella, Alessandrini tuvo dos hijas con la actriz Regina Bianchi. 
En 1952 volvió a Egipto, aunque no vivió demasiado tiempo allí. Además, en los primeros años 1960, rodó dos películas en Argentina. Goffredo Alessandrini falleció en Roma, Italia, en 1978.

## Filmografía
- Sole (1929), ayudante de dirección
- La diga di Maghmod (1929), documental
- Terra madre (1931), ayudante de dirección
- La segretaria privata (1931) (también guionista)
- Seconda B (1934)
- Don Bosco (1935) (también guionista)
- Cavalleria (1936)
- Una donna tra due mondi (1936)
- Luciano Serra pilota (1938) (también guionista)
- La vedova (1939) (también guionista)
- Abuna Messias (1939)
- Il ponte di vetro (1940)
- Caravaggio, il pittore maledetto (1941) (también guionista)
- Nozze di sangue (1941) (también guionista)
- Giarabub (1942)
- Noi vivi y Addio Kira! (1942) (también guionista), adaptación en dos partes de la novela publicada en 1936 Los que vivimos, de Ayn Rand
- Chi l'ha visto? (1945)
- Lettere al sottotenente (1945) (también guionista)
- Furia (1947) (también guionista)
- L'ebreo errante (1949) (también guionista)
- Amina o La peccatrice bianca (1950)
- Sangue sul sagrato (1951)
- Camicie rosse o Anita Garibaldi (1952)
- Gli amanti del deserto (1956)
- Rumbos malditos (1962)
- Mate Cosido (1962)

## Premios y distinciones
Festival Internacional de Cine de Venecia
| Año  | Categoría            | Película            | Resultado |
| ---- | -------------------- | ------------------- | --------- |
| 1934 | Medalla de oro       | Seconda B           | Ganador   |
| 1938 | Copa Mussolini       | De una misma sangre | Ganador   |
| 1939 | Copa Mussolini       | Abuna Messias       | Ganador   |
| 1942 | Premio de la Bienale | Los que vivimos     | Ganador   |